# Янковський Аркадій Едуардович
Аркадій Едуардович Янковський (нар. 20 квітня 1958, Новосибірськ) — російський ліберальний політик із Новосибірська, депутат Державної Думи РФ у 1995—1999 роках .

## Біографія
Народився 20 квітня 1958 року в Новосибірську. Закінчив школу № 172. 
У 1980 році закінчив Новосибірський електротехнічний інститут за спеціальністю «інженер електронної техніки». Після закінчення ВНЗ 10 років працював за фахом на державному підприємстві НВО «Каскад» інженером-наладчиком. Пізніше працював у виробничо-комерційному АТ «Мета-Прилад» начальником відділу.
У 1980 брав участь у самвидаві (пресбюлетень СибІА).
Кілька років був колумністом найбільш тиражної газети Новосибірська «Ва-банкъ».
З квітня 1997 року до 2002 року — перший віцепрезидент Федерації шахів Росії.
У 2001 році був призначений генеральним директором комерційної компанії «Альфа-Еко-Новосибірськ» — дочірньої структури «Альфа-Груп». У 2010—2011 рр. працював провідним інспектором рахункової Палати РФ. Очолює раду громадської організації «Суспільство і влада». Засновник і керівник незалежного Дискусійного клубу в Новосибірську з 2016 року.
Одружений, має двох дочок (Надія та Олександра). Дружина Янковська Наталія Олександрівна — домогосподарка.
6 вересня 2024 року мін'юст РФ вніс до реєстру ЗМІ-іноземних агентів колишнього депутата Держдуми Аркадія Янковського . 

## Політична діяльність
- З 1992 року (з моменту створення) і до 2000 року — член Партії економічної свободи.
- З 1997 року — співголова Партії економічної свободи.
- З 2000 член партії «Ліберальна Росія».
- У 1990 році був обраний депутатом Новосибірської міської ради. Після референдуму 1992 року першим у Міськраді достроково склав депутатські повноваження.
- У серпні 1991 року під час путчу встановив російський прапор біля входу в будівлю Новосибірського міськвиконкому.
- У 1993 році брав участь у виборах депутатів Державної Думи по Заельцовському округу № 126. Був другим, програвши Василю Липицькому близько 0,3 % голосів.
- 17 грудня 1995 року був обраний депутатом Державної Думи за тим самим округом.
- Був заступником голови Комітету Державної Думи з туризму і спорту, очолюючи підкомітет з туризму.
- З 4 лютого 1999 року входив до фракції «Яблуко».
- Нині — голова Ради новосибірської організації «Общество и Власть».